# Puchar Europy w narciarstwie alpejskim 2015/2016
Puchar Europy w narciarstwie alpejskim 2015/2016 – zawody Pucharu Europy w narciarstwie alpejskim w sezonie 2015/2016. Rywalizacja mężczyzn rozpoczęła się 2 grudnia 2015 r. w norweskim Hemsedal, zaś pierwsze kobiece zawody odbyły się 7 grudnia 2015 r. w norweskim Trysil. Ostatnie zawody z tego cyklu zostały rozegrane wspólnie, między 15 a 17 marca 2016 r. w hiszpańskiej La Molinie. Odbyły się 32 starty dla kobiet i 33 dla mężczyzn.

## Puchar Europy w narciarstwie alpejskim kobiet
Wśród kobiet, Pucharu Europy z sezonu 2014/2015 broniła Austriaczka Ricarda Haaser. Tym razem najlepsza okazała się Norweżka Maren Skjøld.
W poszczególnych klasyfikacjach triumfowały:
- zjazd:  Kira Weidle
- slalom:  Maren Skjøld
- gigant:  Stephanie Brunner
- supergigant:  Verena Gasslitter
- superkombinacja:  Maren Skjøld

## Puchar Europy w narciarstwie alpejskim mężczyzn
U mężczyzn, Pucharu Europy z sezonu 2014/2015 bronił Włoch Riccardo Tonetti. Tym razem najlepszy okazał się Norweg Bjørnar Neteland.
W poszczególnych klasyfikacjach triumfowali:
- zjazd:  Christian Walder
- slalom:  Robin Buffet
- gigant:  Stefan Brennsteiner
- supergigant:  Emanuele Buzzi
- superkombinacja:  Paolo Pangrazzi